# Europa del Sud
Europa del Sud o també coneguda com Europa Meridional és la regió meridional del continent europeu. Pot ser definida de diferents maneres: geogràfica, política, climàtica, lingüística i botànica.

## Definició geogràfica

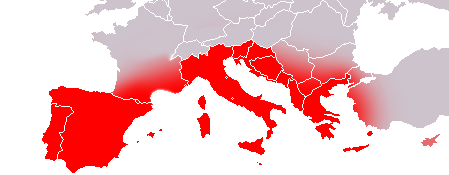
Europa del Sud apareix en vermell.

Els països inclosos a l'Europa del Sud son:

### Península Ibèrica
- Andorra
- Gibraltar (Territori Britànic d'Ultramar)
- Portugal (inclou: Madeira i Açores.)
- Espanya (inclou: Illes Canàries, Illes Balears, Ceuta i Melilla.)

### Sud de França
- França (inclou: Còrsega)
- Mònaco

### Península Itàlica
- Itàlia (inclou: Sardenya i Sicília.)
- San Marino
- Ciutat del Vaticà

### Mar Mediterrània
- Xipre
- Malta

### Península Balcànica
- Albània
- Bòsnia i Hercegovina
- Bulgària
- Croàcia
- Grècia (inclou: Illes de l'Egea, Creta i Illes Jòniques.)
- Montenegro
- Macedònia del Nord
- Sèrbia
- Eslovènia
- Turquia
- Kosovo

## Definició política

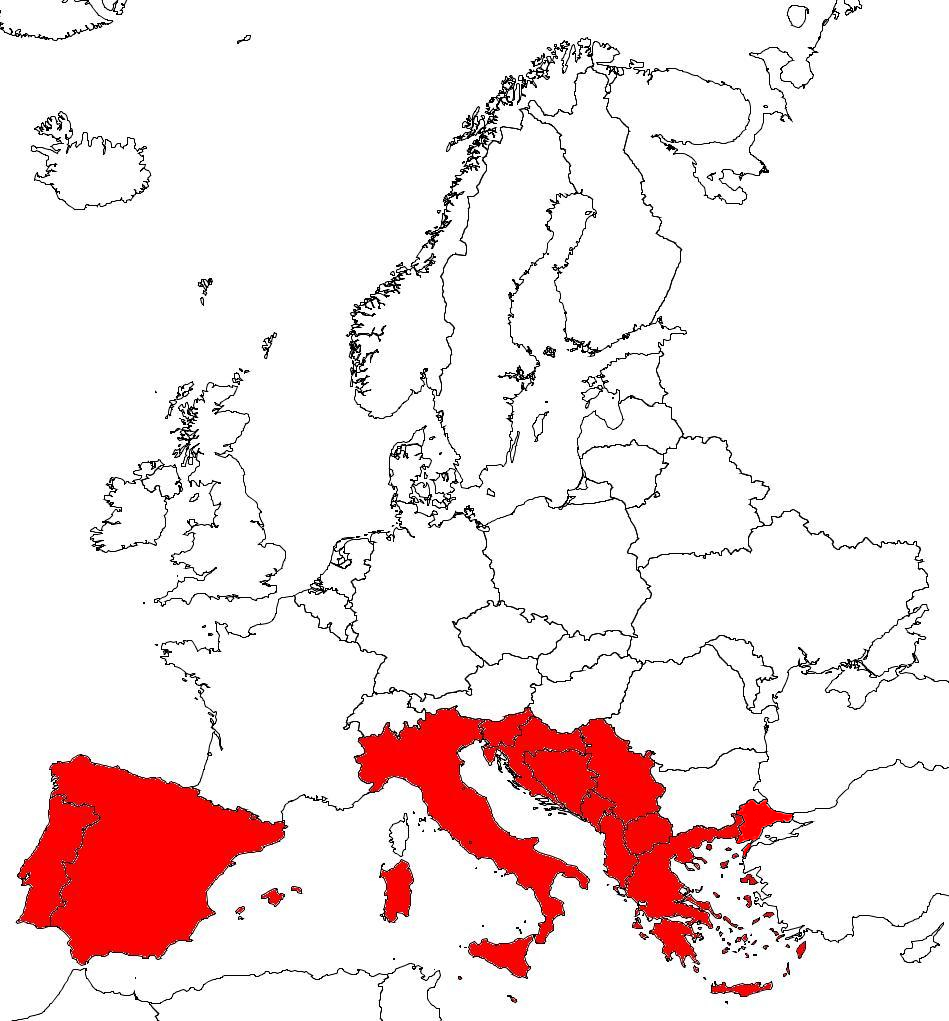
Els països de l'Europa del Sud segons l'ONU.

Segons l'Organització de les Nacions Unides, Europa del Sud és composta de:
- Albània
- Andorra
- Bòsnia i Hercegovina
- Croàcia
- Gibraltar
- Grècia (inclou: Illes de l'Egea, Creta i Illes Jòniques.)
- Itàlia (inclou: Sardenya i Sicília.)
- Macedònia del Nord
- Malta
- Montenegro
- Portugal (inclou: Madeira i Açores.)
- San Marino
- Sèrbia
- Espanya (inclou: Illes Canàries, Illes Balears, Ceuta i Melilla.)
- Ciutat del Vaticà